# 紫荊黨
紫荊黨（英語：Bauhinia Party）是一个2020年3月1日宣告成立的香港建制派政黨，香港公司註冊處的官方網頁上显示，該政黨於2020年5月14日正式註冊。2021年開始公開招收黨員。

## 歷史
2019年末，身兼絲路金融有限公司行政總裁（CEO）及香港中國金融協會副主席的李山在香港《信報》的專欄撰寫題為〈香港選舉與政黨建設〉的文章。他的文章內容不滿部分建制派在2019年的區議會選舉中大敗，提出成立新政黨，称新政党要用自己的政纲和行动去争取包括青年学生在内的香港民众的广泛支持，按照香港政党政治的游戏规则去赢得区议会、立法会席位，并对特区行政长官选举发挥重大影响。
《南華早報》於2020年12月6日報導，絲路金融有限公司行政總裁（CEO）兼港區全國政協委員李山，聯同中播控股董事會主席黃秋智及卓悅控股董事會主席陳健文，於今年五月在香港成立了一個新政黨，名為“紫荊黨”。這三位創辦人均在中國大陸出生，李山不會粵語，而黃秋智及陳建文自幼由廣東省移居香港，均可操流利地道粵語。在香港公司註冊處的官方網頁上显示，這個新政黨於2020年5月14日註冊，並在接近7個月後才浮出台面，显示背后一连串动作策划已久。2021年初，李山在接受《亞洲週刊》訪問称，紫荊黨首批黨員共13人，包括卓悅控股主席陳健文、中播控股主席黃秋智等，當時黨員不到百人，但李山认为招收25萬黨員并不難。
2020年4月，時任香港智庫天大研究院副院長的伍俊飛加入紫荊黨並擔任執行委員會委員。2022年4月，紫荊黨成立政策研究院，伍俊飛出任首任院長。
2021年3月8日，紫荊黨創立黨刊《紫荊週報》，編輯委員會成員包括李山、伍俊飛、周小稞、石磊等，執行委員伍俊飛擔任編審，周小稞、石磊擔任編輯。
2021年6月21日，被媒體稱為「三巨頭」之一的黃秋智基於個人原因，辭去黨總裁一職，而黨主席李山兼任總裁一職。
2024年初，著名紅二代社會活動家、中國延安精神研究會副會長耿焱教授出任紫荊黨顧問委員會主席。耿焱畢業於北京大學、美國哈佛大學、英國倫敦大學政治經濟學院，現為清華大學國家戰略研究院院長。耿焱曾長期在香港工作，其父為中國前國務院副總理、國防部部長、中央軍委秘書長、中央對外聯絡部部長、駐瑞典等國大使耿飚將軍。

## 目標
紫荊黨的目標包括：
- 支持「一國兩制、高度自治」
- 為全體香港人爭取下一個五十年不變，追求百年一國兩制[9]
- 改善中國中央政府、澳門及香港特區政府的關係，推廣及建立共同認同感、溝通及支持
- 維護自由民主的香港
- 促進港澳特區政府維持穩定、繁榮、有進步的社會
- 秉持「共建香港、無問西東」的政治理念，建設「有為政府、公平社會、創科中心、全球城市」。[10]

## 政策主張
紫荊黨的政策主張具有明顯的中間道路色彩。  在香港所有政黨中，紫荊黨最先提出「一國兩制，長期不變」，因為內容與基本法規定的「五十年不變」有差異，所以該主張曾在香港社會引起巨大爭議。2022年7月，中國共產黨總書記習近平到訪香港，並在慶祝香港回歸二十五周年大會上發表講話，正式確認中國在香港和澳門將長期堅持「一國兩制」，這迅速平息了各方的猜測和擔憂，也奠定了紫荊黨在香港政壇的地位。此外，在香港政黨中，紫荊黨還最先提出廢除香港新界禁區、通過招攬龍頭企業加快北部都會區建設、
吸引全球華裔華人專業和科技人才、
疫情期間優先對外通關、努力穩定香港的外國資本、
大力發展虛擬資產等政策建議。

### 政治
- 主張把直接民主、間接民主和協商民主融為一爐，在香港探索世界民主發展新模式，突出混合民主體制的廣泛代表性、優良管治、協商公議、賢能政治等特色。[17][18]
- 改革香港立法会、改行两院制，下议院由香港市民普选直选产生，上议院由行政长官透过新成立的政治协商委员会委任[19]。
- 建立過渡性的「基本法法院」及「基本法檢察官制度」，透過基本法檢察官起訴涉及《國安法》的案件，並由基本法法院進行裁決[4]。
- 長遠而言透過完成《基本法》 23條立法，打擊分裂國家的行為[19]。
- 擁護中國共產黨，是香港回歸後第一個在街頭公開宣傳中共思想與政策的香港本地政黨。[20]

### 社會
- 在香港特區政府提出北部都會區計劃之前，紫荊黨建議通过公私合作方式为“明日大屿”计划提供资金，即成立香港全民所有房地产开发公司以PPP模式跟政府合作，通过民间集资方式完成项目，盈利归全体市民平均分配。[5]在香港特區政府提出北部都會區計劃之後，紫荊黨建議政府做好放棄「明日大嶼」的準備，認為該計劃沒有跳出港英時期城市發展「重港九、輕新界」的窠臼，屬於比較單一的房屋項目，沒有兼顧產業、創科和大灣區融合發展，有悖於香港未來總體經濟佈局，無論從經濟還是從政治、民生、社會發展、國際關係角度考慮，它的作用與北部都會區不可相提並論。[21]
- 提倡公營房屋改革，大舉將香港公屋由出租變出售[19]。
- 增加在內地讀書的港生名額[19]。
- 積極擴大對外開放，不斷拓展香港國際化廣度與深度，進一步提升香港對國際社會與市場的影響能力。[22]
- 主張以國際化來消除香港地方主義不良影響，積極為海外華人在香港施展才華提供廣闊天地，在國籍、永居權、簽證等方面為其提供便利，把香港建設成「海外華人之都」。[23]
- 主張更多母語為普通話、英文的香港人加入公務員隊伍，認為任何人只要持有居民身份證，不管其出生在什麼地方，不管其母語為廣東話、普通話、英語還是其他語言，都是香港一分子。[24]

### 經濟
- 發揮香港兼容並蓄、開放合作的底蘊，從世界各地資本主義歷史中，總結出嶄新的模式，發展香港特色資本主義。這種資本主義既不同于港英殖民統治時期的政策，也不同于歐美國家目前實行的資本主義，而是適合香港社情的新型資本主義。[25]
- 主張自由競爭的市場經濟，反對社團資本主義，因其缺乏個體主義精神，不是良性競爭的資本主義。[26]
- 認爲壟斷是香港經濟體中最根本的結構性問題，導致香港經濟發展緩慢、社會和族群矛盾激化、政治衝突不斷蔓延，因此主張為廣大中小企業提供公平的市場競爭環境。[27]
- 主張大力挖掘香港創科潛力和調整經濟結構，推進經濟多元化發展，鼓勵香港青年參與激烈的國際科技和經濟競爭，成為創新創業的生力軍。[28]

### 文化
- 認為亞洲個體主義精神，構成香港核心價值觀的基礎，令香港有別於內地和西方。香港的個體主義不僅異於內地以集體主義為主要內容的社會主義價值觀，也與英國個體主義存在巨大差別，與後者的主要分野在於事實上滲透到香港社會毛細血管的亞洲價值觀。[29]
- 重振香港影視業，把香港打造成全球電影業的製作地，推廣香港品牌、提升香港形象。[30]

### 民間外交
- 紫荊党是國安法實施後到訪美國的第一個香港政團。2023年6月，紫荊黨代表團抵達華盛頓，訪問美國國務院、國會、著名智庫，並到紐約訪問華爾街和華人社團等。[31]
- 美國國會方面代表對紫荊黨的訪問給予了較高評價，稱紫荊黨是新冠疫情後訪問美國國會的首個香港政團，訪問具有歷史性標誌意義。[32]
- 紫荊黨在與美國著名智庫交流時提出，在美國對華接觸政策終結後，中美兩國宜採取理性務實態度，積極探索新的相處模式，未來中美確立平行交叉關係是一種可實際操作的選擇，即尊重對方不同的社會制度、政治制度和價值觀，在這些領域平行發展；在經濟、金融、貿易、科技等方面深化合作，在這些領域交叉發展，相互滲透，互利共贏。[33]
- 紫荊黨代表團在華盛頓拜訪了中國駐美國大使館，參與閉門座談會。中國駐美公使井泉歡迎代表團訪美，並向訪問團介紹中美關係形勢。[34]

## 議員及代表

### 全國政協委員（特邀香港人士）
- 李山（2018 - 2023，2023 - 2028）

## 创党人背景
- 李山：紫荆党创党主席，丝路金融有限公司首席执行官、港区全国政协委员。李山畢業於清華大學經濟管理學院，是曾任學院院長的第五任中国国务院总理朱鎔基門生[35]。
- 陈健文：卓悦控股董事會主席、内蒙古政协委员[36]，同時亦是徐雨石馬房賽駒「蒙古王」、「從頭越」馬主。
- 黄秋智：中播控股董事會主席

## 各界反應
紫荊黨成立後，多名時任建制派立法會議員認為，紫荊黨需要贏得立法會議席才可證明實力，而中國中央政府亦可能無意改變現有的權力天秤。民主黨副主席林卓廷認為，紫荊黨只會是中國共產黨另一個「傀儡」。有评论认为，新“紫荊黨”在成立了超過半年後此時曝光，是中共要取代现有建制派。余衡方的評論認為，紫荊黨代表商界利益，大體上支持北京又在細節上不完全一致，對現有建制派不滿，擔心香港營商環境變差使得自己利益受損，要求維持香港的資本主義制度。

## 外部連結
- 官方网站
- 紫荊黨的Facebook專頁
- 紫荊黨的Instagram帳戶